# Tanneguy Duchâtel
Pour les articles homonymes, voir Duchatel.
 (décembre 2019).
Si vous disposez d'ouvrages ou d'articles de référence ou si vous connaissez des sites web de qualité traitant du thème abordé ici, merci de compléter l'article en donnant les références utiles à sa vérifiabilité et en les liant à la section « Notes et références ».
Tanneguy Duchâtel (pour l'état civil : Charles-Marie-Tanneguy Duchâtel), né le 19 février 1803 et mort le 5 novembre 1867 à Paris, est un homme politique français, plusieurs fois ministre sous la monarchie de Juillet, en particulier ministre de l'Intérieur de François Guizot de 1840 à 1848. 

## Biographie

### Jeunesse et débuts professionnels
Il est le fils du comte Charles Jacques Nicolas Duchâtel (1751-1844) et de Marie Antoinette Adèle Papin et porte lui-même le titre de comte. Son prénom usuel est une variante de « Tanguy ».
Après des études de droit, il devient avocat ; à la fin de la Restauration, il fait partie des fondateurs du journal Le Globe, et il participe à sa rédaction, traitant des questions économiques. Il se fait aussi connaître par son ouvrage De la Charité dans ses rapports avec l'état moral et le bien-être des classes inférieures de la société (1829), dans lequel il préconise le malthusianisme.

### Monarchie de Juillet
En raison de ses opinions libérales et de la grande faveur dont jouissait son père auprès de Louis-Philippe, à la suite de l'avènement de la monarchie de Juillet, il est nommé conseiller d’État (1830) et reçoit la Légion d'honneur.
Député de la Charente-Inférieure (1833)
Le 21 février 1833, il est élu député par le 4e collège électoral de la Charente-Inférieure (Jonzac) en remplacement de son père, élevé à la pairie. 
Ami de François Guizot, il prend place au centre droit et est l'une des figures du groupe des « doctrinaires ». Il intervient sur le budget et sur la question de l'indemnité de 25 millions accordée aux États-Unis, qui provoque le départ du duc de Broglie du ministère Soult.
Ministre du Commerce (1834)
Le 4 avril 1834, il entre dans le ministère à la faveur du remaniement provoqué par cet incident comme ministre du Commerce et des Travaux publics. Soumis de ce fait à réélection, il obtient la confirmation de son mandat de député le 21 juin 1834. Le même jour, il est également élu par le 5e collège du département de la Charente-Inférieure (Marennes). 
À la Chambre, il proposa et défendit les projets de loi sur les douanes et sur les caisses d'épargne. 
Il resta en place dans le ministère suivant, dirigé par le maréchal Gérard, mais ne figura pas dans le ministère Maret, duc de Bassano le 10 novembre 1834. Il reprend le même portefeuille dès le 18 novembre dans le ministère du duc de Trévise et le conserve dans le ministère du duc de Broglie jusqu'au 21 février 1836.
Ministre des finances (1836-1837)
Le 6 septembre 1836, il devient ministre des Finances dans le premier ministère du comte Molé, portefeuille qu'il occupa jusqu'au 15 avril 1837. 
Dans ces fonctions, il discute la question financière de l'intervention en Espagne, crée une caisse spéciale pour les travaux extraordinaires, transporte les fonds de la caisse d'épargne à la caisse d'amortissement, et dépose un projet de dégrèvement du sucre fabriqué dans les colonies. Du 6 au 19 septembre 1836, il remplit en outre l'intérim du ministère des Travaux publics, de l'Agriculture et du Commerce. 
Il se retira du Cabinet avec les doctrinaires le 15 avril 1837 ; il avait soutenu à la tribune les projets de modification du Code forestier et pris une part importante à l'établissement des chemins de fer. 
Sa seconde nomination au ministère de l'Agriculture et du Commerce avait entraîné sa réélection, le 18 décembre 1834. Il avait également été réélu le 13 octobre 1836 après son accession au ministère des Finances. 
Après la dissolution de la Chambre des députés provoquée par le comte Molé le 30 octobre 1839, il fut réélu le 24 novembre, fut nommé vice-président de la Chambre, et fut l'un des chefs les plus actifs de la coalition formée pour renverser le ministère.
Ministre de l'Intérieur (1839-1840 et 1840-1848)

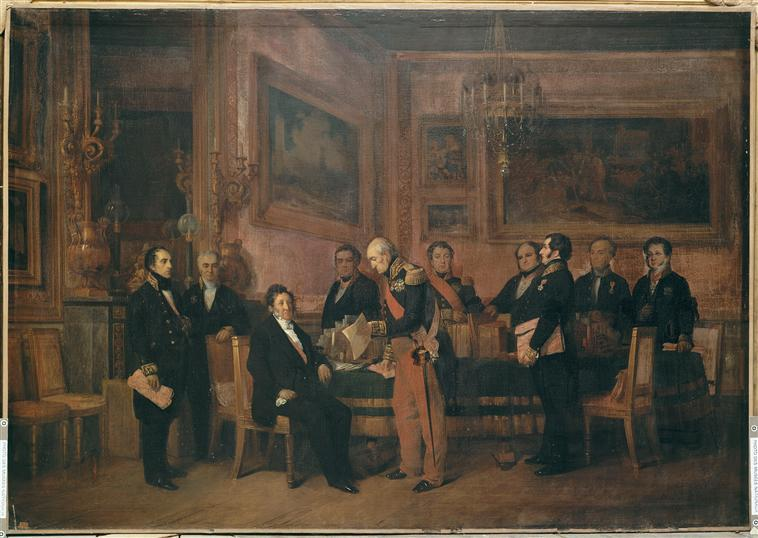
Conseil des ministres tenu aux Tuileries. Signature de la loi de Régence. 15 août 1842.

Dans le ministère constitué le 12 mai 1839 sous la présidence du maréchal Soult, Tanneguy Duchâtel accepta de devenir ministre de l’Intérieur avec pour mission de rallier le centre droit. Mais il quitta le gouvernement le 1er mars 1840, après que le Cabinet a été mis en minorité à la Chambre sur la question de la dotation du duc de Nemours. 
Duchâtel ne fit pas partie du second ministère Thiers qui lui succéda et se trouva momentanément rejeté dans l'opposition. Mais la chute du Cabinet le ramena au pouvoir dès le 29 octobre 1840, dans le ministère Soult où il occupa les fonctions de ministre de l'Intérieur jusqu'au 24 février 1848. Ces deux nominations l'amenèrent à se représenter devant ses électeurs qui lui renouvelèrent leur confiance le 8 juin 1839 et le 5 décembre 1840. 
À la Chambre il déposa et défendit un projet de monument à Molière, des projets sur l'organisation des archives publiques, sur l'entrée des livres étrangers, sur l'acquisition de l'hôtel de Cluny, sur les expériences de télégraphie de nuit, sur la translation des cendres de Napoléon Ier, sur la construction des grandes lignes de chemin de fer, etc. 
Pilier de la politique de Guizot, Duchâtel s'opposa à toutes les propositions de réforme électorale en déclarant que « le pays [était] satisfait » et usa largement du procédé de la candidature officielle.
Il fut réélu député le 9 juillet 1842 et le 1er août 1846.
Honneurs
Il fut élu à l'Académie des sciences morales et politiques le 24 décembre 1842 dans la section d’économie politique, statistique et finances, au fauteuil d'Alexandre de Laborde. Il fut également élu membre de l'Académie des beaux-arts en 1846, et nommé grand-croix de la Légion d'honneur le 29 octobre 1846.

### Retraite (1848-1867)

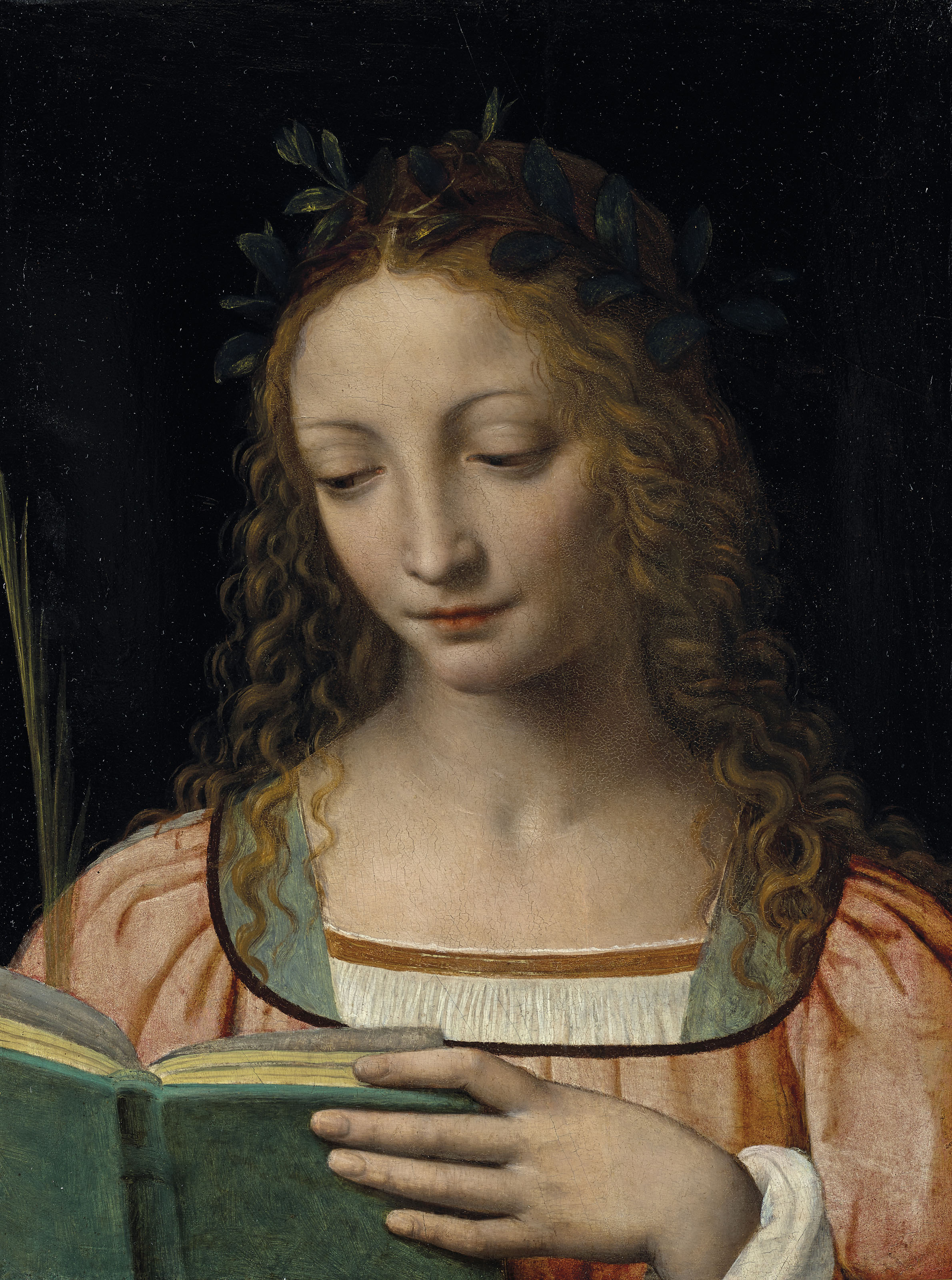
Bernardino Luini, Figure de sainte lisant les Écritures.

Après la Révolution de 1848, Duchâtel, associé à l'impopularité de Guizot, passe quelque temps en Angleterre. Rentré en France, il se retire de la vie politique. 
Il se consacre entre autres à ses collections de livres, tableaux - en mai 1851 il acquit à la vente de la collection Soult une Sainte Casilde de Francisco de Zurbaran (coll. Thyssen-Bornemisza) -  sculptures et objets d'art. À sa mort, sa veuve et ses enfants donnent au Louvre cinq tableaux de premier plan dont deux d'Ingres : Œdipe explique l'énigme du sphinx et La Source ; une salle du musée porte son nom.
En 1865 entra par achat dans sa collection la Figure de sainte lisant les Écritures de Bernardino Luini (1482-1532), panneau peint faisant partie du mobilier de la Ca' Vendramin Calergi, palais vénitien acheté par Hector Lucchesi-Palli, duc della Grazzia et second époux de la duchesse de Berry, puis vendu par elle aux enchères à l'Hôtel Drouot. Adjugé à un marchand agissant probablement pour Duchâtel, il passa ensuite à son gendre, le duc de la Trémoille, dont les descendants en confièrent la vente à Christie's à Paris le 27 novembre 2018 ; ce « chef-d'œuvre de l'art vénitien du XVIe siècle » qui fut attribué à Léonard de Vinci, est classé monument historique[réf. nécessaire].

### Mariage et descendance
Il avait épousé  Rosalie (« Églé ») Paulée, fille de J-B. Paulée, gros acquéreur de biens nationaux et spéculateur devenu richissime. 
Ils eurent pour enfants :
- Tanneguy Duchâtel (1838-1907), qui épousa (1874) Marie d'Harcourt (1854-1889) et qui fut ministre en Belgique et au Danemark, ambassadeur à Vienne puis député sous la Troisième République ;
- Marguerite Églé Jeanne Caroline Duchâtel (1840-1913), par son mariage duchesse de La Trémoille, épouse du duc de Thouars Louis Charles de La Trémoille, historien et membre de l'Académie des inscriptions et belles-lettres.

Probable souvenir domestique de ce couple, un service à thé et à café en argent par Odiot aux armes Duchâtel-La Trémoille (dans son coffret d'origine ?) est passé en vente publique à Paris le 10 novembre 2016.
Les papiers personnels du comte Charles-Jacques-Marie Tanneguy Duchâtel sont conservés aux  Archives nationales sous la cote 2AP : Inventaire du fonds 2AP.

## Iconographie
- Le sculpteur Henri Chapu a présenté un buste de Tanneguy Duchâtel au Salon de 1869.